# Pëtr Leščenko
Pëtr Konstantinovič Leščenko, anche riportato con la grafia Piotr Lechtchenko, Pyotr Leshchenko e Petr Leschenko (in russo Пётр Константинович Лещенко?; Isaevo, 14 giugno 1898 – Târgu Ocna, 16 luglio 1954), è stato un cantante russo.

## Biografia
Nato nel villaggio di Isaevo (che fa oggi parte della regione di Odessa), Leščenko prestò servizio militare presso il quarantesimo reggimento di Riserva di Odessa e in quello di fanteria di Podolsk. In seguito frequentò l'accademia di danza di Vera Trefilova, perfezionò le sue doti canore e lavorò come artista musicale e ballerino itinerante in tutta Europa e nel Medio Oriente. Nel 1931 Leščenko fece le conoscenza del direttore d'orchestra e compositore Oscar Strock, che iniziò a scrivere delle musiche per il cantante russo. La collaborazione fra i due fruttò alcuni singoli di successo pubblicati dalla branca rumena della Columbia. Nonostante le canzoni di Leščenko avessero successo in tutta Europa, i suoi dischi erano proibiti nell'Unione Sovietica. Nel 1951, durante un concerto a Brașov, venne arrestato dalla Securitate. Il cantante morì nella prigione di Târgu Ocna nel 1954.

## Vita privata
Leščenko sposò la ballerina lettone Zheny Zakitt nel 1931. Nel 1944 l'artista divenne marito di Vera Belousova.